# Stampede

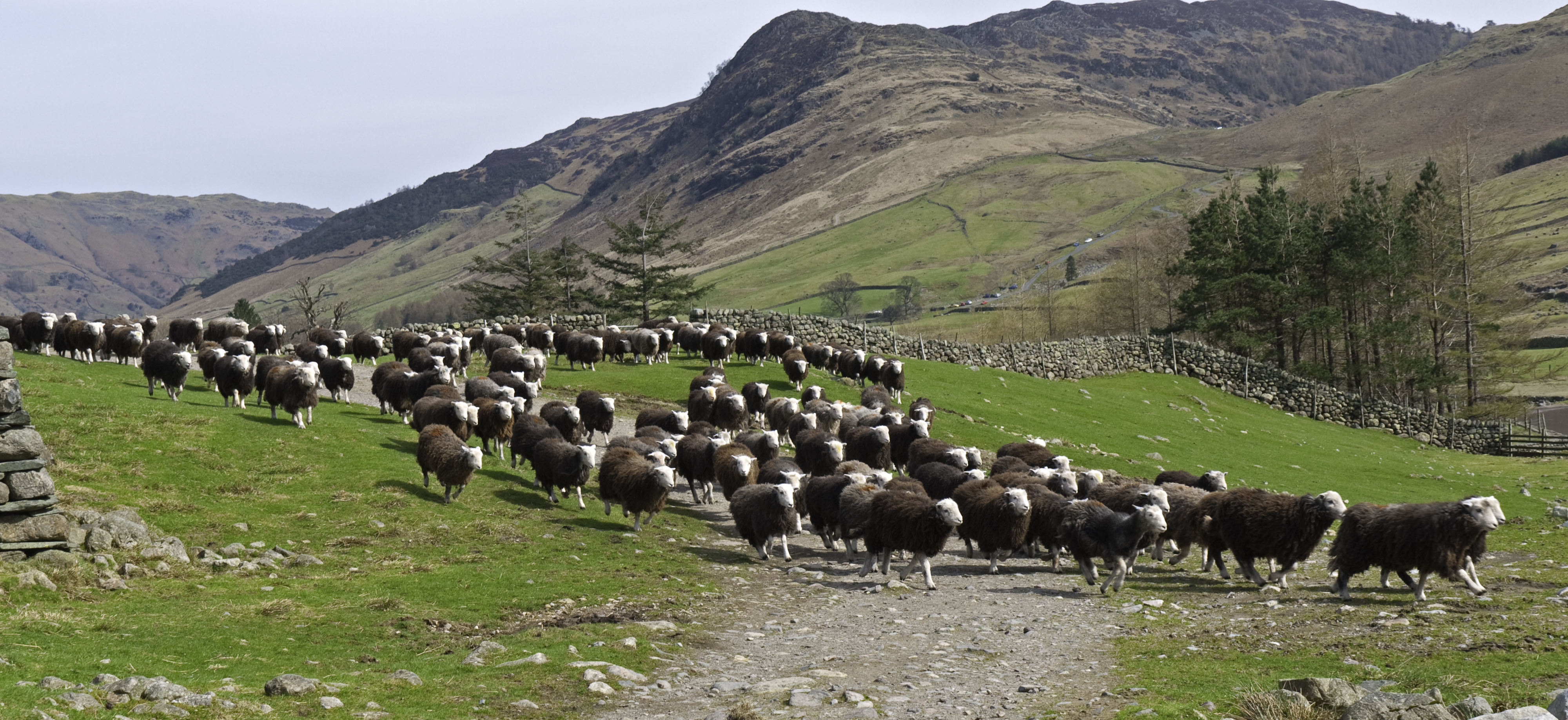
Die Auslösung einer Panik kann bei einer Huftierherde durch positive Rückkopplung zur Stampede führen

Stampede [Betonung: Stampéde, englisch: stæmˈpiːd] bezeichnet ursprünglich eine unvermittelte Fluchtbewegung innerhalb einer Tierherde, die die gesamte Herde erfasst und diese unkontrollierbar macht. Später wurde die Bezeichnung auch auf die Dynamik von Menschenmassen übertragen, insbesondere auf Massenpaniken. In beiden Bedeutungen wird das Wort auch in deutschsprachigen Publikationen gelegentlich verwendet.
Die Bezeichnung Stampede ist abgeleitet vom gleichbedeutenden mexikanisch-spanischen Wort estampida und gelangte aus dem amerikanischen Englisch in den deutschen Sprachgebrauch. Stampedes waren im Westen der USA zur Zeit der großen Rinderherden ein gefürchtetes Phänomen und sind daher auch ein wiederkehrendes Handlungselement in Wildwestromanen und -filmen, etwa in Red River (1948). Im Westen der USA und in Kanada bezeichnet Stampede heute auch ein Volksfest mit Rodeo, Ausstellungen, Wettbewerben und Tanz, wie die Calgary Stampede.
Die Ursache für das Ausbrechen einer Tierherde kann nicht immer festgestellt werden. Verschiedene Formen von Beunruhigung können das Verhalten auslösen, beispielsweise Personen, Lärmquellen oder Raubtiere. Auch beunruhigte Herdentiere können das plötzliche Fluchtverhalten einer Herde auslösen. Im Dunkeln kann eine Stampede besonders leicht ausgelöst werden, wenn die Tiere die um sie herum stattfindenden Vorgänge nicht sehen können. In Gebieten mit dichtem Verkehrsnetz können ausbrechende Tierherden auf Straßen geraten und Unfälle verursachen.